# 楊琪 (清朝)
楊琪（？—1749年），清朝漢軍鑲藍旗人，吏部筆帖式出身。乾隆十三年（1748年）上任台灣澎湖通判，次年六月病故。范咸主修的《重修臺灣府志》中有他的記載。